# Vladimir Miletić
Pour les articles homonymes, voir Miletić.
Vladimir Miletić (en serbe : Владимир Милетић), né le 5 mars 2003 à Brus en Serbie, est un footballeur serbe qui évolue au poste de milieu défensif au Napredak Kruševac.

## Biographie

### En club
Né à Brus en Serbie, Vladimir Miletić est formé dans l'un des plus grands clubs du pays, l'Étoile rouge de Belgrade. Il n'y joue toutefois aucun match en professionnel. En 2020 il est prêté au FK Grafičar et joue avec les équipes de jeunes. Il rejoint finalement le Vojvodina Novi Sad le 13 juillet 2020, signant son premier contrat professionnel d'une durée de trois ans, soit jusqu'en juin 2023,.
Le 2 septembre 2022, Miletić prolonge son contrat avec le FK Vojvodina Novi Sad, étant alors lié au club jusqu'en juin 2025.
Il inscrit son premier but en professionnel le 6 décembre 2023, face au FK Mladost GAT Novi Sad, en coupe de Serbie. Titulaire, il ouvre le score de la tête et participe à la victoire de son équipe par trois buts à zéro.
En janvier 2024, lors du mercato hivernal, Vladimir Miletić s'engage en faveur du FK Voždovac Belgrade.
Il joue son premier match pour le club le 26 février 2024, à l'occasion d'une rencontre de championnat face au FK Mladost Lučani. Il entre en jeu et son équipe est battue par deux buts à zéro.
Le 16 août 2024, Vladimir Miletić rejoint le Napredak Kruševac pour un contrat de trois ans, soit jusqu'en juin 2027.

### En sélection
Avec l'équipe de Serbie des moins de 17 ans, il joue au total six matchs entre 2019 et 2020.
Vladimir Miletić joue son premier match avec l'équipe de Serbie espoirs le 27 septembre 2022, contre la Bulgarie où il est titularisé (1-1 score final).